# Вице-маршал авиации (Австралия)
Вице-маршал авиации (англ. Air vice-marshal) — воинское звание генералитета Королевских ВВС Австралии. Соответствует званию «Генерал-майор» в Армии Австралии и званию «Контр-адмирал» в Королевском ВМФ Австралии. Является «двухзвёздным» званием (по применяемой в НАТО кодировке — OF-7).

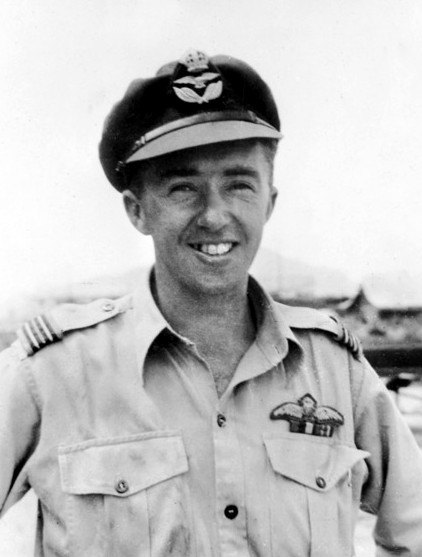
Макнамара, Невилл - один из носителей данного звания (20 марта 1975)

Следует за званием «Коммодор авиации» и предшествует званию «Маршал авиации». Является прямым аналогом британского звания «Вице-маршал авиации».

## Положение о звании
Звание было создано 9 ноября 1920 года, когда Австралийский авиакорпус перенял систему воинских званий Королевских ВВС Великобритании. Но до 1965 года звание не присваивалось офицерам ВВС. В настоящее время данное звание присваивается «Заместителю Начальника ВВС (DCAF)». Также, звание присваивается офицерам, занимающим различные двухзвёздные должности в структуре управления Сил обороны Австралии.

## Галерея

Нарукавные/наплечные знаки различия (на повседневную и парадную форму)